# Tipula (Savtshenkia) subsignata subsignata
Tipula (Savtshenkia) subsignata subsignata is een ondersoort van de tweevleugelige Tipula (Savtshenkia) subsignata uit de familie langpootmuggen (Tipulidae). De ondersoort komt voor in het Palearctisch gebied.